# Inukami!
Inukami! (いぬかみっ!, lit. Cachorro Deus!) é uma light novel japonesa escrito por Mamizu Arisawa, com ilustrações de Kanna Wakatsuki.
Um Inukami (Cachorro Deus) é um ser sagrado. Ela forja um contrato com um humano, ajudando-lhe exterminar monstros malignos. Kawahira Keita é o descendente de uma longa linha de Inukami Tsukao. No entanto, porque carece de capacidade, ele é abandonado pela família. Um dia, um Inukami chamado Youko aparece. À primeira vista, ela parece graciosa, obediente, e, acima de tudo, bonita. Eventualmente, ele forja um contrato com ela. No entanto, ela é uma problemática Inukami que ninguém foi capaz de controlar. Trata-se de uma comédia com Keita, e seu Inukami Youko. Keita é um homem de paixões mundanas que gosta muito de dinheiro e meninas. Por outro lado, Youko é poderosa e muito ciumenta.